# TMEM53
TMEM53 (англ. Transmembrane protein 53) – білок, який кодується однойменним геном, розташованим у людей на короткому плечі 1-ї хромосоми.  Довжина поліпептидного ланцюга білка становить 277 амінокислот, а молекулярна маса — 31 630.
| 10         |  | 20         |  | 30         |  | 40         |  | 50         |
| ---------- |  | ---------- |  | ---------- |  | ---------- |  | ---------- |
| MASAELDYTI |  | EIPDQPCWSQ |  | KNSPSPGGKE |  | AETRQPVVIL |  | LGWGGCKDKN |
| LAKYSAIYHK |  | RGCIVIRYTA |  | PWHMVFFSES |  | LGIPSLRVLA |  | QKLLELLFDY |
| EIEKEPLLFH |  | VFSNGGVMLY |  | RYVLELLQTR |  | RFCRLRVVGT |  | IFDSAPGDSN |
| LVGALRALAA |  | ILERRAAMLR |  | LLLLVAFALV |  | VVLFHVLLAP |  | ITALFHTHFY |
| DRLQDAGSRW |  | PELYLYSRAD |  | EVVLARDIER |  | MVEARLARRV |  | LARSVDFVSS |
| AHVSHLRDYP |  | TYYTSLCVDF |  | MRNCVRC    |  |            |  |            |

A: Аланін

C: Цистеїн

D: Аспарагінова кислота

E: Глутамінова кислота

F: Фенілаланін

G: Гліцин

H: Гістидин

I: Ізолейцин

K: Лізин

L: Лейцин

M: Метіонін

N: Аспарагін

P: Пролін

Q: Глутамін

R: Аргінін

S: Серин

T: Треонін

V: Валін

W: Триптофан

Задіяний у такому біологічному процесі як альтернативний сплайсинг. 
Локалізований у мембрані.